# Galerina marginata
Galerina marginata, conhecida coloquialmente como sineta funerária, capacete mortal de outono ou galerina mortal., é uma espécie de cogumelo extremamente venenoso que forma fungos na família Hymenogastraceae da ordem Agaricales. Contém as mesmas amatoxinas mortais encontradas no chapéu da morte (Amanita phalloides). A ingestão em quantidades tóxicas causa danos graves no fígado com vómitos, diarreia, hipotermia e eventual morte se não for tratada rapidamente. Cerca de dez envenenamentos foram atribuídos à espécie agora agrupada como G. marginata ao longo do último século.
G. marginata está disseminada no Hemisfério Norte, incluindo a Europa, América do Norte e Ásia, e também foi encontrada na Austrália. É um fungo que se desenvolve principalmente em madeira de coníferas em decomposição. Os corpos de frutificação do cogumelo têm chapéus castanhos a amarelo-castanhos que desvanecem de cor quando secam. As lamelas são castanhas e produzem uma impressão de esporos enferrujada. Um anel membranoso bem definido é geralmente visto nos caules de espécimes jovens, mas muitas vezes desaparece com a idade. Em corpos de frutificação mais antigos, os chapéus são mais planos e as lamelas e os caules ficam mais castanhos. A espécie é um "cogumelo castanho pequeno" clássico - uma categoria geral que inclui todos os cogumelos castanho-avermelhados de tamanho pequeno a médio, difíceis de identificar, e que podem ser facilmente confundidos com várias espécies comestíveis.
Antes de 2001, as espécies G. autumnalis, G. oregonensis, G. unicolor e G. venenata eram consideradas distintas de G. marginata devido a diferenças no habitat e na viscosidade de seus chapéus, mas análises filogenéticas mostraram que todas são a mesma espécie.